# خوف من الأطفال

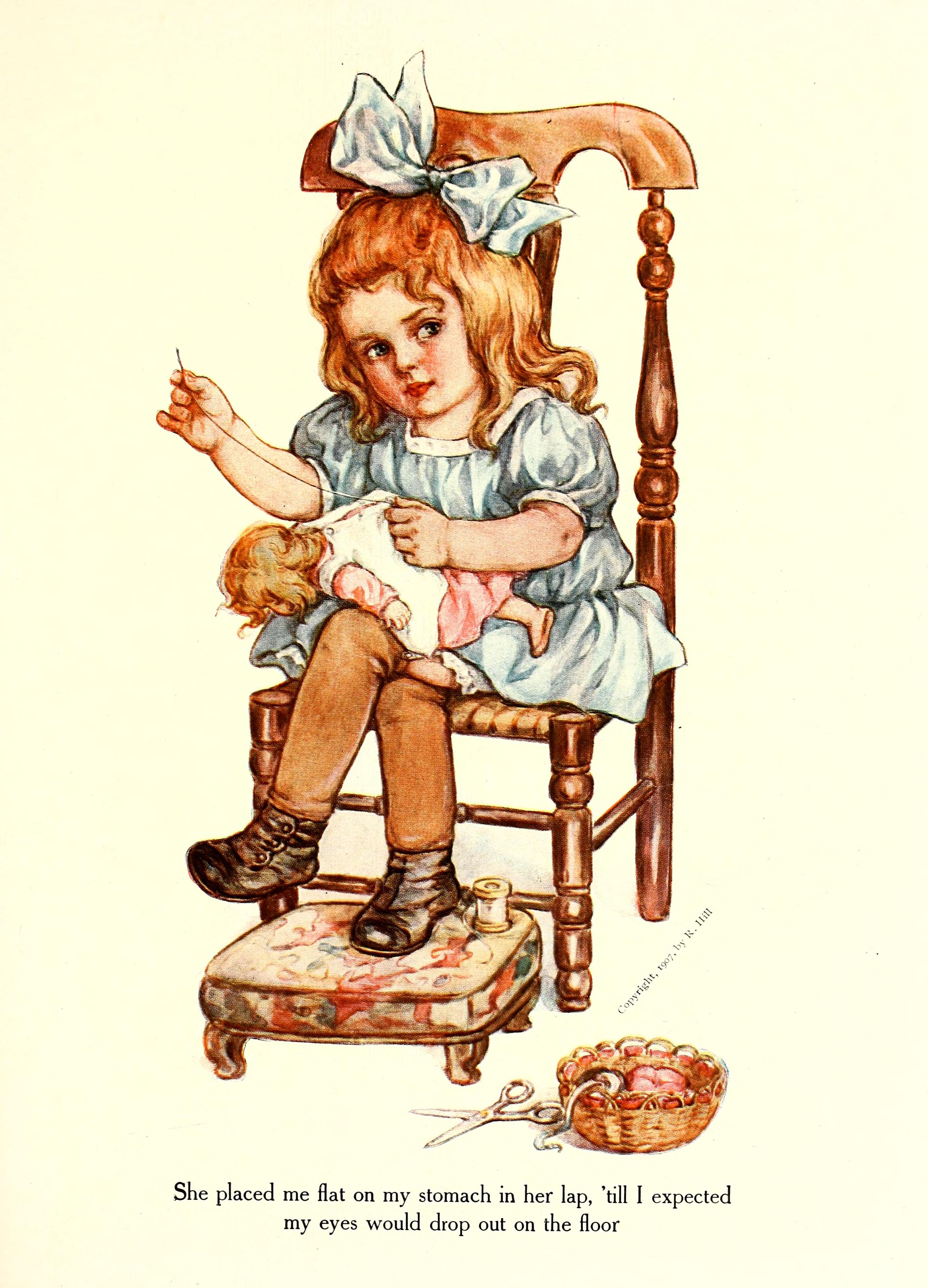
يوميات دمية عيد ميلاد (1908)

الخوف من الأطفال أو الخوف من الرضع أو الخوف من الطفولة يسمى أيضًا رهاب الأطفال (pedophobia) أوpediaphobia. وهناك أنواع أخرى من الخوف المركز على العمر، مثل رهاب المراهقين ورهاب الشيخوخة. وتتضمن النتائج المعترف بها لرهاب الأطفال الأبوية وازدراء الشباب، واستطرادًا التمييز السني.

## أصل الكلمة
تشتق كلمة "بيدوفوبيا" (رهاب الأطفال) من الكلمات الإغريقية paidi (gr:παιδί) بمعنى طفل و-phobia (gr:φοβία) بمعنى الخوف أو الرهاب.

## التحليل العلمي
قام أطباء النفس بتشخيص وعلاج الخوف من الأطفال من خلال دراسة تتناول آثار أشكال العلاج المتعددة. وقد حدد الاختصاصيون في علم الاجتماع «المخاوف المعاصرة من الأطفال والطفولة»، مثلاً رهاب الأطفال، باعتباره «يسهم في البناء الاجتماعي المستمر للطفولة»، مشيرين إلى أن «علاقات القوة بين الأجيال، حيث تتقيد حياة الأطفال بمراقبة البالغين» تؤثر على عوامل عديدة في المجتمع. وعرفت أكثر من دراسة الخوف من الأطفال على أنه عامل مؤثر على الإدراك الحيوي لدى البشر.

## الإدراك العام
رهاب الأطفال هو سبب وجود العديد من حركات العدالة الاجتماعية الدولية الخاصة بالشباب، بما في ذلك حقوق الأطفال ومشاركة الشباب. وتعالج مؤسسات دولية كبرى رهاب الأطفال، إما بالكامل أو ضمنيًا، وتتضمن أنقذوا الأطفال وصندوق الدفاع عن الأطفال. ومع ذلك، تزعم بعض المؤسسات، وخصوصًا تلك المرتبطة بحركة حقوق الشباب، أن هذه الحركات تعمل في الحقيقة على استمرارية رهاب الأطفال.
يزداد التورط في هذه الفكرة من خلال الملاحظات المقدمة من خبراء، مثل ليتي كوتين بوجريبين، وهي محررة مؤسسة لـمجلة ميس (Ms. magazine)، التي قيل إنها شخصت أمريكا على أنها تعاني من «وباء رهاب الأطفال»، وذكرت، «[بالرغم] من أن معظمنا يضع استثناءات لفلذات أكبادنا، إلا أننا لسنا طيبين وحنونين مع أطفال الآخرين.»

## الأسباب
ذكرت إحدى المؤلفات أن السبب في الخوف من الأطفال يكمن في الوسط الأكاديمي الذي يمتد بشكل خاص من إدراك البالغين الواضح لقدرة الأطفال، فكتبت «يحرجنا الأطفال لأنهم يشيرون دائمًا بذكاء شديد ووضوح إلى إنكارنا لماضينا الشخصي والمادي والأمومي.» ويشير تقرير منفصل إلى أن مصدر الاتجاهات الحالية للخوف من الأطفال هو مصدر خاص، بالتحديد،
جيمس كيو ويلسون، أستاذ في كلية الإدارة بـجامعة كاليفورنيا، لوس أنجلوس... في عام 1975... ساعد في ظهور المناخ الحالي من رهاب الأطفال [عندما قال] 'ينشأ عن الكتلة الحرجة من الأشخاص الأصغر سنًا... زيادة كبيرة في معدلات الجريمة.'

## الأعراض
عادةً ما تظهر على الشخص الذي يعاني من رهاب التعامل مع الأطفال أعراض شديدة من القلق والانزعاج الشديدين عند الاقتراب من بعض الأطفال أو جميع الأطفال، وقد يظهر القلق على شكل أعراض جسدية أو إدراكية، كما أن سلوكيات تجنب الحضور بالقرب من الأطفال شائعة أيضًا، وكل هذا يجعل المشاركة في الأنشطة اليومية أمرًا صعبًا. قد تشمل الأعراض الشائعة لرهاب التعامل مع الأطفال ما يلي:
- مشكلات في الجهاز الهضمي.
- جفاف الفم.
- نوبات الهلع.
- ضيق التنفس.
- القلق الشديد.
- تسارع ضربات القلب.
- التعرق.
- الارتجاف.
- الغثيان.
- تجنب الأنشطة الاجتماعية التي قد تشمل الأطفال.
- القلق المستمر.
- العزلة.

## علاج المشكلة
كما ذكر آنفًا، عالجت مؤسسات الخدمة الاجتماعية وحقوق الإنسان والعدالة الاجتماعية مشكلة الخوف من الأطفال لسنوات عديدة. ووضعت الأمم المتحدة اتفاقية حقوق الطفل، التي تهدف ضمنيًا إلى مواجهة رهاب الأطفال عن طريق تعزيز العدل بين الأجيال، أي بين الأطفال والبالغين.
ومثلما ثبت أعلاه، فإن علاج رهاب الأطفال يكون بشكل واضح من خلال الوسط الأكاديمي، وهو ما تمت برهنته بشكل خاص منذ تأسيس مجال دراسات الشباب. وتم اختبار تأثير الخوف من الأطفال على الثقافة الشعبية الأمريكية من خلال محللي إعلام ناقدين استطاعوا تحديد آثار رهاب الأطفال في كل من أفلام ديزني وأفلامالرعب.
أشارت مجموعة كبيرة من المؤلفين والعلماء الآخرين، بما فيهم هنري جيرو  ومايك ميلز وباربرا كينجسولفر، إلى أن الخوف من الأطفال الحديث والمنتشر ينبع في الحقيقة من خصخصة الإعلام وتورطه مع مجموعة من المصالح السياسية والاقتصادية. وربما يكون ميلز أكثر تعمقًا؛ حيث قام في الحقيقة بتأليف كتاب كامل يستكشف فيه الموضوع

## كتابات أخرى
- Raising Cain: Protecting the Emotional Life of Boys by Daniel J. Kindlon, Michael Thompson, et al.
- Prout, R. (2001) Fear and Gendering: Pedophobia, Effeminophobia, and Hyermasculine Desire in the Work of Juan Goytisolo, 'Worlds of Change, 42.
- Scharf, R. (2001) "Pedophobia, the gynarchy, and the androcracy," Journal of Psychohistory 28(3) (Winter 2001) p. 281-302.